# Рекламна агенция
Рекламната агенция е организация (предприятие), чиято цел е да популяризира даден продукт, стока или дейността на своите клиенти, посредством маркетингови проучвания и анализ на пазара. След проучване на пазара и конкуренцията, рекламната агенция изготвя бизнес модел и/или цялостна визия на фирмата (клиента). Следващата стъпка е организацията по изпълнението на изготвения бизнес модел.
Рекламната агенция е независима търговска организация, която за сметка на рекламодателя извършва създаване, изпълнение и контрол на рекламни послания, т.е. провежда цялостната рекламна кампания. Функциите на съвременните рекламни агенции далеч надминават дейностите, свързани пряко със самата реклама. Те в повечето случаи се явяват като консултантски бюра, извършващи цялостни маркетингови проучвания на потребителското търсене, стоките и пазарните условия и в крайна сметка подчиняват рекламната кампания на маркетинга;

Услугите, които трябва да извършва една Рекламна агенция, за да може да изпълни изготвеният бизнес модел са следните:

- печатна реклама

- външна реклама

- вътрешна реклама

- интернет реклама

- уеб дизайн

- сувенирна реклама

- мултимедийна реклама (видеоклипове, аудиоклипове)

- дизайн и предпечат

- монтажни дейности.
- рекламни материали и корпоративни подаръци
Поради големият обхват на услугите, рекламните агенции е възможно да използват като подизпълнител други фирми, но въпреки това е предимство за клиентите да използват техните услугите, тъй като спестяват време, получават цялостна визия и по-добри резултати при популяризирането на своята дейност.